# Кастел Сан Пиетро Романо
Кастѐл Сан Пиѐтро Рома̀но (на италиански: Castel San Pietro Romano) е село и община в Централна Италия, провинция Рим, регион Лацио. Разположено е на 762 m надморска височина. Населението на общината е 845 души (към 2010 г.).